# Tanaecia carma
Tanaecia carma är en fjärilsart som beskrevs av Hans Fruhstorfer 1913. Tanaecia carma ingår i släktet Tanaecia och familjen praktfjärilar. Inga underarter finns listade i Catalogue of Life.